# Ниукаваками-дзиндзя
Ниукаваками-дзиндзя (яп. 丹生川上神社, также Ниу-но каваками дзиндзя) — комплекс трёх синтоистских святилищ, расположенный в префектуре Нара, Япония.
В Верхнем святилище (Камися) поклоняются Такаоками-но ками, в Среднем святилище (Накася) поклоняются Мидзуханомэ-но микото — божеству воды, а в Нижнем святилище (Симося) поклоняются Кураоками-но ками, явившемуся из крови Кагуцути — бога огня, убитого Идзанаги. Начиная с правления императора Тэмму этим ками поклоняются как покровителям дождя.
Река Ниу в уезде Ёсино издревле считалась священной и упоминается в Кодзики и Нихон-сики. Само святилище упоминается в «Энгисики». В эпоху Хэйан храм вошёл в список 22 элитных святилищ, получавшие непосредственную поддержку японского императорского двора. С 1871 по 1946 год святилище было официально причислено к кампэй-тайся (яп. 官幣大社 большие императорские храмы) — высшей категории поддерживаемых государством святилищ.